# Bruno Hamm
Pour les articles homonymes, voir Hamm (homonymie).
Bruno Hamm, né le 22 septembre 1970 à Strasbourg, est un joueur de basket-ball professionnel français. Il mesure 1,85 m.

## Clubs
- 1987 - 1988 :  Schiltigheim
- 1988 - 1989 :  Graffenstaden
- 1989 - 1994 :  Strasbourg (N 1 B)
- 1994 - 1995 :  Pau Orthez (Pro A)
- 1995 - 1999 :  Dijon (Pro A)
- 1999 - 2000 :  Limoges (Pro A)
- 2000 - 2001 :  Cáceres CB (Liga ACB)
- 2001 - 2004 :  Jeanne d'Arc Dijon Bourgogne (Pro A)
- 2004 - 2005 :  Gries Oberhoffen (Nationale 2)
- 2005 - 2006 :  Lausanne (Suisse) puis  Orléans Loiret Basket (Pro B)
- 2006 - 2007 :  Gries Oberhoffen (Nationale 2)

## Équipe nationale
- Médaille de bronze Euro -22 (Athènes 1992)
- 1/4 Finaliste Euro (Athènes 1995)
- 5e Euro -17 (Hongrie 1987)

## Palmarès
- Champion de France Pro A en 2000
- Vainqueur de la Coupe Korać en 2000
- Vainqueur de la Coupe de France en 2000
- Vainqueur Semaine des As en 2004
- Finaliste du championnat de France Pro A en 1995
- Finaliste Coupe de France en 1994, 1995, 2006
- Finaliste EuroCup Challenge 2004
- 1/2 Finaliste Coupe du Roi (Malaga 2001)
- Sélection All Star Game LNB 1999
- Meilleur passeur de Pro A en 1997, 1998
- Meilleur joueur français 1994 de Pro B